# حيرام بيردان
حيرام بيردان (بالإنجليزية: Hiram Berdan)‏ هو مخترِع أمريكي، ولد في 6 سبتمبر 1824 في مقاطعة أونتاريو في الولايات المتحدة، وتوفي في 31 مارس 1893 في الولايات المتحدة بسبب نوبة قلبية.